# Фурнулес
Фурнуле́с (фр. и окс. Fournoulès) — коммуна во Франции, находится в регионе Овернь. Департамент — Канталь. Входит в состав кантона Мор. Округ коммуны — Орийак.
Код INSEE коммуны — 15071.
Коммуна расположена приблизительно в 470 км к югу от Парижа, в 140 км юго-западнее Клермон-Феррана, в 31 км к юго-западу от Орийака.

## Население
Население коммуны на 2008 год составляло 64 человека.
| 1962 | 1968 | 1975 | 1982 | 1990 | 1999 | 2008 |
| ---- | ---- | ---- | ---- | ---- | ---- | ---- |
| 137  | 135  | 111  | 95   | 98   | 83   | 64   |

## Экономика

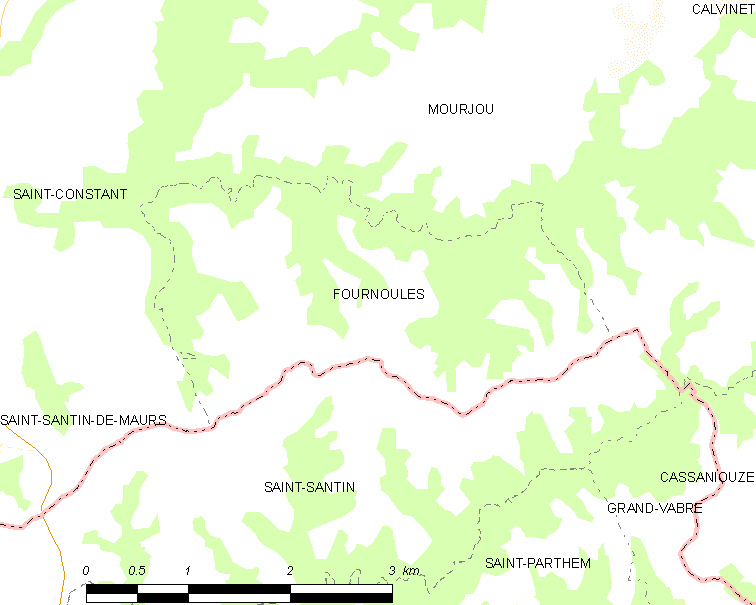
Карта коммуны

В 2007 году среди 35 человек в трудоспособном возрасте (15—64 лет) 27 были экономически активными, 8 — неактивными (показатель активности — 77,1 %, в 1999 году было 54,9 %). Из 27 активных работали 27 человек (15 мужчин и 12 женщин), безработных не было. Среди 8 неактивных 3 человека были учениками или студентами, 3 — пенсионерами, 2 были неактивными по другим причинам.